# فرانشيسكو فونتانا
فرانشيسكو فونتانا (بالإنجليزية: Francesco Fontana) (و. 1585 – 1656 م) هو عالم فلك ولد في نابولي .
توفي في نابولي، عن عمر يناهز 76 عاماً.